# 画家と庭師とカンパーニュ
『画家と庭師とカンパーニュ』（画家とにわしとカンパーニュ、フランス語原題：Dialogue avec mon jardinier）は、2007年制作、2008年日本公開のフランス映画。監督はジャン・ベッケル。原作は画家でもあるアンリ・クエコ。

## 概要
原題は「私の庭師との対話」の意。フランスの美しい田園風景の中、老年にさしかかった男2人が見出した友情を、温かくもせつなく描く。

## キャスト
| 役名                 | 俳優                         | 日本語吹替 |
| -------------------- | ---------------------------- | ---------- |
| 画家（キャンバス）   | ダニエル・オートゥイユ       | 牛山茂     |
| 庭師（ジャルダン）   | ジャン＝ピエール・ダルッサン | 伊藤和晃   |
| 画家の妻（エレーヌ） | ファニー・コタンソン         | 佐々木優子 |
| 画家の娘（キャロル） | エロディー・ナヴァール       | 松谷彼哉   |
| 画家の愛人（マグダ） | アレクシア・バルリエ         | 宮島依里   |
| 庭師の「奥さん」     | ヒアム・アッバス             | 宮寺智子   |

## あらすじ
画家はカンパーニュ（フランス語で「田舎」の意）に戻ってきた。両親が亡くなって荒れ放題だった庭の手入れをしてくれる庭師を募集したところ、現れたのは偶然にも小学校時代のいたずら仲間だった。
画家と庭師は互いを「キャンバス」「ジャルダン（フランス語で「庭」）」と呼びかわし、一見とりとめのない会話をたくさん交わしながら、これまで過ごしてきたお互いの人生に触れ合ってゆく。
「ケーキ爆弾」のいたずらが過ぎて退学になった画家は、家業の薬局を継がずに美術学校に進学、裸婦像のシリーズが当たってパリで成功を収め、収入も安定していた。しかしモデルとの浮気が原因で妻には離婚を迫られ、娘にも愛想をつかされている状態。そして実は何よりも、自分の描く絵に満たされていなかった。
労働者階級の生まれだった庭師は、学校を卒業後フランス国鉄を定年まで勤め上げ、引退後に念願の庭師になった。職場を愛し妻を愛し、元国鉄勤務の恩恵に感謝しながら、地元で堅実に生きてきた。
庭師の義理の息子が職を失った時には画家が知り合いを通じて仕事を紹介し、画家が画業に行き詰まっている時には庭師がさりげなく励ますなど、互いを支えあいながらも干渉し過ぎることなく、穏やかに友情を深めていく。
しかし、幸せな時間は短いものだった。庭が豊かな実りを迎えるころに、庭師が病に倒れたのである。画家は医者嫌いの庭師を説得してパリに連れてゆき、知り合いの病院に緊急入院させたが、もはや手遅れの状態だった。故郷で死を迎えさせたくて、彼らはカンパーニュに戻ってくる。死を予感した庭師に誘われ、画家は釣りに出かける。「死神は鯉と同じ、姿は見えなくともいるとわかる。大きな口を開けて迫り、気づいたら逃れられない」と語る庭師は、釣り上げた大きな鯉を「これで最後だ、達者でな」と池に戻す。
庭師亡きあと、画家は彼の残した庭に水をまき、彼の残した言葉通り、庭師の愛したカンパーニュのささやかな風景を描く。彼のミニバイク、彼と釣った鯉、彼の野菜や彼の長靴。庭師のアドバイスに従ってポケットにナイフと紐を忍ばせた画家の温かい絵は、再び人々に愛されるのである。